# Káto Kotsanópoulo
Káto Kotsanópoulo är en ort i Grekland.   Den ligger i prefekturen Nomós Prevézis och regionen Epirus, i den centrala delen av landet, 290 km nordväst om huvudstaden Aten. Káto Kotsanópoulo ligger 193 meter över havet och antalet invånare är 146.
Terrängen runt Káto Kotsanópoulo är kuperad. Runt Káto Kotsanópoulo är det ganska glesbefolkat, med 26 invånare per kvadratkilometer. Närmaste större samhälle är Filippiáda, 13,7 km öster om Káto Kotsanópoulo. == Kommentarer ==
1. ↑  Framräknat ur variansen i alla höjduppgifter (DEM 3") från Viewfinder Panoramas, inom 10 km radie.[2] Mer om algoritmen finns här: Användare:Lsjbot/Algoritmer.